# Sisymbrium austriacum subsp. chrysanthum
Sisymbrium austriacum subsp. chrysanthum é uma subespécie de planta com flor pertencente à família Brassicaceae. 
A autoridade científica da subespécie é (Jord.) Rouy & Foucaud, tendo sido publicada em Fl. France 2: 17 (1895).

## Portugal
Trata-se de uma subespécie presente no território português, nomeadamente em Portugal Continental.
Em termos de naturalidade é nativa da região atrás indicada.

## Protecção
Não se encontra protegida por legislação portuguesa ou da Comunidade Europeia.